# Erumaippatti
Erumaippatti är en ort i Indien.   Den ligger i distriktet Namakkal och delstaten Tamil Nadu, i den södra delen av landet, 1 900 km söder om huvudstaden New Delhi. Erumaippatti ligger 160 meter över havet och antalet invånare är 9 585.
Terrängen runt Erumaippatti är varierad. Runt Erumaippatti är det tätbefolkat, med 442 invånare per kvadratkilometer. Närmaste större samhälle är Namakkal, 16,1 km nordväst om Erumaippatti. Trakten runt Erumaippatti består till största delen av jordbruksmark.